# Bo McCalebb
Lester « Bo » McCalebb, né le 4 mai 1985 à La Nouvelle-Orléans en Louisiane, est un joueur de basket-ball macédonien d'origine américaine.

## Carrière professionnelle
Bo McCalebb est né à La Nouvelle-Orléans (Louisiane) et c'est naturellement qu'il effectue son cursus universitaire l'Université de La Nouvelle-Orléans et qu'il défend les couleurs des New Orleans Privateers en NCAA, le championnat universitaire américain. Non-drafté à l'issue de son cursus, McCalebb commence son expérience professionnelle avec l'équipe turque de Mersin BC avec laquelle il affiche de bonnes statistiques (17,5 points et 4,5 passes par match de moyenne). Il finit meilleur intercepteur de la ligue turque de basket-ball avec 2,7 interceptions par match,.
Il part ensuite pour le Partizan Belgrade où il signe le 16 octobre 2009 en remplacement du meneur Milt Palacio. Il y joue en ligue adriatique et surtout en Euroligue en atteignant le Final Four et en étant nommé dans le deuxième cinq majeur de la compétition.
En juin 2010, il signe un contrat de 3 ans pour le Montepaschi Sienne avec lequel il joue aussi l'Euroligue.
En avril 2012, il remporte le trophée Alphonso-Ford qui récompense le meilleur marqueur de la saison d'Euroligue. Sur la saison 2011-2012, il marque 16,88 points par rencontre en 17 matches.
En août 2012, il signe un contrat de deux ans avec un an en option avec Fenerbahçe Ülker, club de première division turque jouant l'Euroligue 2012-2013, pour un salaire annuel de 2 millions d'euros.
En novembre 2014, McCalebb rejoint le Bayern Munich, club de première division allemande, où il signe un contrat d'un mois pour pallier les blessures de joueurs du Bayern.
En octobre 2015, il participe à la pré-saison des Pelicans de La Nouvelle-Orléans mais le club met fin à son contrat le 26 octobre car le staff ne le voit pas comme le 3e meneur de l'équipe,.
En janvier 2016, il s'engage avec le CSP Limoges avec qui joue aussi l'EuroCoupe.
En décembre 2017, McCalebb rejoint le Basket Zaragoza jusqu'à la fin de la saison mais quitte le club en mars pour raison personnelle. McCalebb revient à Saragosse en août 2018 et signe un contrat d'un an avec le club.

## Équipe nationale
Bo McCalebb a décidé de jouer pour l'équipe de Macédoine de basket-ball et a en conséquence obtenu un passeport macédonien.

## Palmarès
- Ligue Adriatique : 2010
- Coupe de Serbie : 2010
- Final Four Euroligue : 2010
- SuperCoupe d'Italie : 2010
- Coupe d'Italie : 2011
- Championnat d'Italie : 2011
- Champion de Turquie 2014

## Distinctions personnelles
- 2008-2009 : meilleur intercepteur de TBL (moyenne de 2,7 interceptions par match)
- 2009 : nommé dans le meilleur Cinq majeur de TBL
- 2010 : nommé dans le deuxième meilleur Cinq majeur d'Euroligue
- 2010 : nommé MVP de la SuperCoupe d'Italie
- 2011 : nommé dans le meilleur cinq majeur du Championnat d'Europe de basket-ball 2011
- 2011-2012 : trophée Alphonso-Ford en 2012
- MVP du Championnat d'Italie 2011-2012
- Nommé dans le deuxième cinq de l'Euroligue en 2012[12].